# دب فیشر
دب فیشر (به انگلیسی: Debra Strobel "Deb" Fischer) (زادهٔ ۱ مارس ۱۹۵۱) سناتور ایالت نبراسکا در سنای ایالات متحده آمریکا است که برای نخستین‌بار در ۳ ژانویه ۲۰۱۳ به‌عضویت این مجلس درآمد. وی در زمرهٔ سناتورهای گروه اول است که تنها دو سال در سنا حضور دارند و در انتخابات بعدی نیز مجدداً می‌توانند شرکت کنند و تا تاریخ ۳ ژانویه ۲۰۱۹ در این مجلس خواهد بود.